# Riachão (São Bento)
Riachão, officielt Riachão af Felix, er en landsby i landzonen om byen São Bento i delstaten Paraíba, Brasilien.
Landsbyen ligger cirka 6 km nordøst for centrum i São Bento ved floden Rio Piranhas' højre bred. Den har 742 indbyggere, der overvejende er romerskkatolske og har vaget mellem de to kirker Capela São Francisco og Capela Nossa Senhora de Fátima. Hovederhvervene er agerbrug og kvægavl. Riachão er en af de 26 småbyer i Paraíba, der huser et skovgenrejsningsprojekt, hvor man har plantet figenkaktusarten Opuntia cochenillifera. Her lever cochenillelusen, hvorfra man udvinder farvestoffet karmin.
Riachão betyder 'stor strøm', og navnet stammer fra et vandløb tæt ved bebyggelsen, som danner noget af grænsen mellem Paraíba og Rio Grande do Norte.